# Arbre du Ténéré

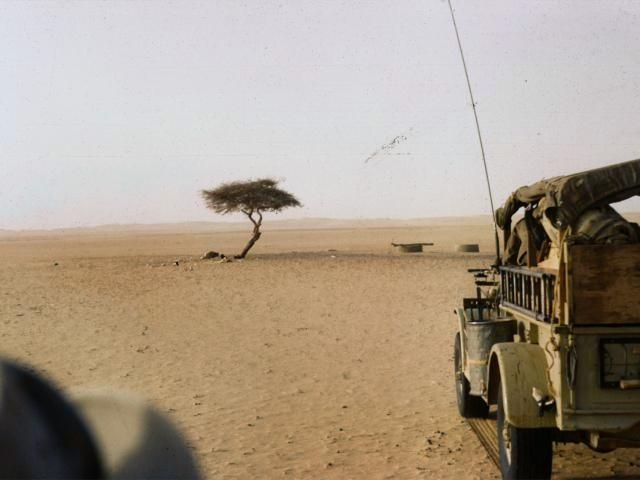
L'Arbre du Ténéré (1961)

L'Arbre du Ténéré (franska, trädet i Ténéré) var ett ensamstående akaciaträd som slogs omkull 1973, men ansågs dessförinnan vara det mest isolerade trädet på jorden, det enda trädet inom 400 km. Det stod vid en vandringsled för kamelkaravaner genom Ténéré-regionen av Sahara i nordöstra Niger och var så välkänt att det fanns utmärkt på kartor i skalan 1:4 miljoner. Den geografiska positionen var ungefär 17°45′00″N 10°04′00″Ö / 17.75000°N 10.06667°Ö.
Trädet var det enda överlevande av en klunga som vuxit där tidigare, och hade stått ensamt i årtionden. Vintern 1938–1939 grävdes en brunn i närheten och man fann trädets rötter vid grundvattnet på 35–36 meters djup. Franske kommendören Michel Lesourd har beskrivit sina intryck av trädet den 21 maj 1939:
Man måste se trädet för att övertyga sig om dess existens. Vad är dess hemlighet? Hur kan det överleva alla kameler som trampar förbi. Från varje karavan sliter sig väl någon kamel för att äta av dess löv och törnen? Varför kapar inte tuaregerna dess grenar för att göra upp eld och brygga te? Det enda svaret är att trädet är tabu och vördas som sådant av karavanledarna.
Det är en sorts vidskepelse, en stamregel som alltid respekteras. Varje år samlas karavaner runt trädet innan de ger sig ut i Ténéré. Akacian har blivit en levande fyr; det första landningsmärket för karavaner som lämnar Agadez i riktning mot Bilma eller tvärt om.

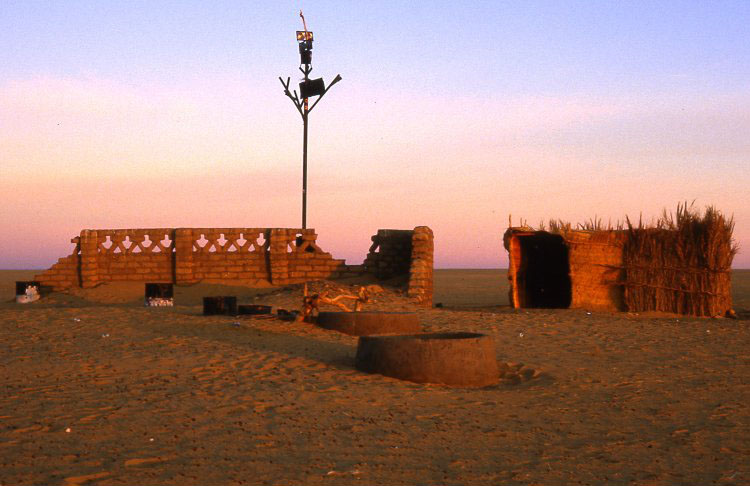
Det moderna Ténéré-trädet, i december 1985

Trädet kördes omkull av en förmodligen berusad libysk lastbilschaufför 1973. Den 8 november 1973 flyttades det döda trädet till Nigers nationalmuseum i huvudstaden Niamey. En enkel metallskulptur har rests i trädets ställe.
Det var inte första gången trädet blev påkört. Den franske etnologen och utforskaren Henri Lhote har i sin bok L'épopée du Ténéré beskrivit sina två resor till Ténéré-trädet. Hans första besök ägde rum 1934 med den första bilförbindelsen mellan Djanet och Agadez. Han beskriver trädet som "en Akacia med missformad stam och sjuklig lutning. Men trots detta har trädet fina gröna löv och en del gula blommor". Han återsåg trädet tjugofem år senare, den 26 november 1959 med Berliet-Ténéré-expeditionen men fann då att det hade skadats allvarligt av kollision med ett fordon:
Tidigare var trädet grönt och blommade; nu är det färglöst törne och naket. Jag kan inte känna igen det – det brukade ha två stammar. Nu har det bara en, med en stubbe bredvid, söndertrasad snarare än kapad, en meter över marken. Vad kan ha hänt detta olyckliga träd? Det har helt enkelt blivit påkört av en lastbil på väg mot Bilma... trots att det fanns gott om utrymme... tabuet, det heliga trädet, det enda som ingen nomad här skulle ha vågat skada med sin hand... detta träd har fallit offer för en maskinist...